# Пінон лусонський
Пі́нон лусонський (Phapitreron leucotis) — вид голубоподібних птахів родини голубових (Columbidae). Ендемік Філіппін.

## Опис

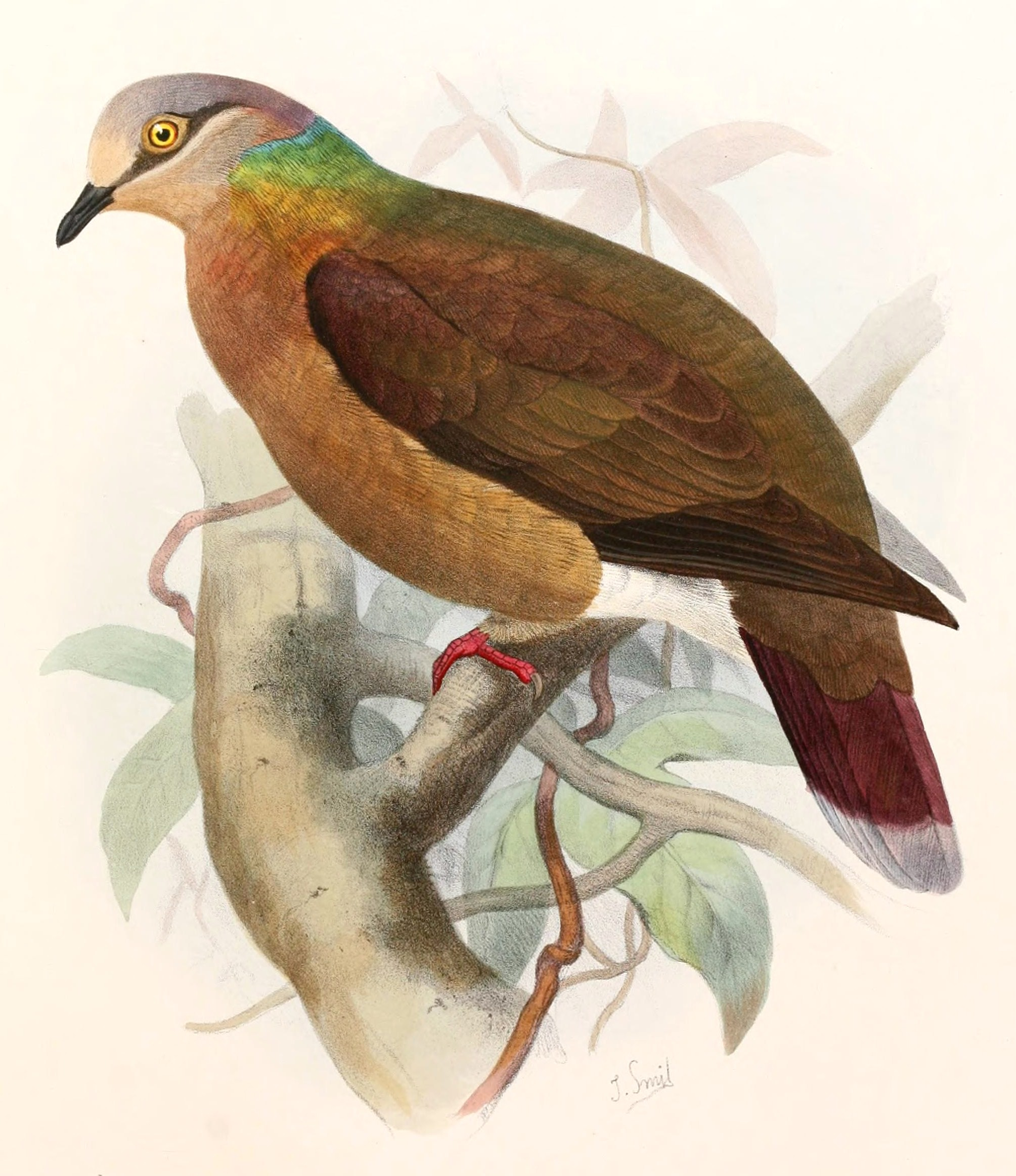
Лусонський пінон (підвид P. l. brevirostris)

Довжина птаха становить 25 см. Забарвлення переважно темно-коричневе, нижня частина тіла дещо світліша. Горло має рудуватий відтінок, лоб сіруватий. Шия і спина мають бронзово-зелений або блакитний металевий відблиск. Під очима і далі до дзьоба ідуть вузькі смуги, зверху темні, знизу білі. Дзьоб короткий, вузький.

## Підвиди
Виділяють чотири підвиди:
- P. l. leucotis (Temminck, 1823) — острови Катандуанес, Лусон і Міндоро;
- P. l. nigrorum (Sharpe, 1877) — Західні Вісаї;
- P. l. brevirostris (Tweeddale, 1877) — Східні Вісаї і острів Мінданао;
- P. l. occipitalis (Salvadori, 1893) — Басілан і острови Сулу.

Деякі дослідники виділяють підвиди P. l. nigrorum і P. l. brevirostris у окремі види Phapitreron nigrorum і Phapitreron brevirostris.

## Поширення і екологія
Лусонські пінони живуть у вологих і сухих тропічних лісах, на узліссях і галявинах, в рідколіссях, чагарникових і бамбукових заростях. Зустрічаються на висоті до 1500 м над рівнем моря. Ведуть деревний спосіб життя. Живлятся переважно плодами. Сезон розмноження триває з березня по червень.